# Destination X (2010)
Destination X 2010 foi um evento pay-per-view produzido pela Total Nonstop Action Wrestling. Ocorreu no dia 21 de março de 2010 no Impact! Zone, na cidade de Orlando, Florida. Sua frase lema foi: "A Night When the X Division Will Shine". Foi a sexta edição da cronologia do Destination X.

## Resultados
| #                              | Lutas                                                                                           | Estipulação | Tempo |
| ------------------------------ | ----------------------------------------------------------------------------------------------- | --- | ----- |
| 1                              | Kazarian derrotou Daniels, Amazing Red e Brian Kendrick                                         | Ladder match para definir o desafiante nº um pelo TNA X Division Championship                                              | 13:38 |
| 2                              | Tara (c) derrotou Daffney                                                                       | Singles match pelo TNA Knockouts Championship                                                                              | 06:42 |
| 3                              | Rob Terry (c) derrotou Brutus Magnus                                                            | Singles match pelo TNA Global Championship                                                                                 | 01:23 |
| 4                              | The Motor City Machineguns (Alex Shelley e Chris Sabin) derrotaram Generation Me (Max e Jeremy) | Ultimate X match para definir os desafiantes nº um pelo TNA World Tag Team Championship                                    | 12:03 |
| 5                              | The Band (Scott Hall e Syxx Pac) derrotaram Kevin Nash e Eric Young                             | Tag team match por TNA Contract or Leave the Company for Good Com o resultado Hall e Pac conseguiram o contrato com a TNA. | 07:56 |
| 6                              | Doug Williams (c) derrotou Shannon Moore                                                        | Singles match pelo TNA X Division Championship                                                                             | 06:18 |
| 7                              | Matt Morgan e Hernandez (c) derrotaram Beer Money, Inc. (Robert Roode e James Storm)            | Tag team match pelo TNA World Tag Team Championship                                                                        | 11:22 |
| 8                              | Kurt Angle derrotou Mr. Anderson                                                                | Challenge match | 17:36 |
| 9                              | A.J. Styles (c) (com Ric Flair e Chelsea) contra Abyss terminou sem vencedor                    | Singles match pelo TNA World Heavyweight Championship                                                                      | 14:56 |
| (c) - Campeões antes das lutas |                                                                                                 | |       |